# Гангалин

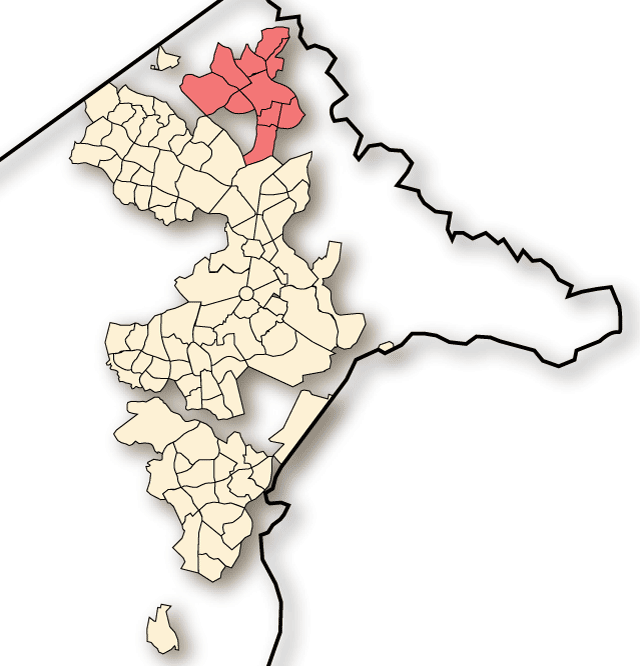
Расположение Гангалина

Гангалин (англ. Gungahlin) — округ Канберры, столицы Австралии, объединяет 11 районов, включая 3 строящихся. Дополнительно планируется построить ещё 7 районов. В округе насчитывается 11 832 частных домовладений, население 31 656 человек. Округ расположен в 10 километрах к северу от городского центра Канберры.
Ожидается, что в связи с расширением округа его население вырастет к 2014 году до 50 тысяч человек. Национальный состав населения Гангалина отличается от других округов Канберры, в частности, здесь гораздо выше доля китайскоговорящих жителей. Также широко представлены говорящие на корейском, филиппинском и сингальском языках.

## Этимология названия
Слово Гангалин на языке аборигенов означает «маленький скалистый холм».

## История

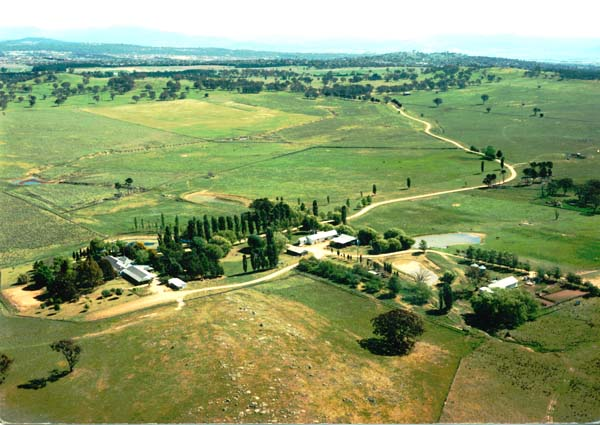
Ферма Голд Крик, типичное овцеводческое хозяйство на территории округа Гангалин до начала жилищного строительства

С колониальных времён и до конца 1960-х годов территория Гангалина была частью поместья Джинниндерра. Деревня Джининдерра и позднее деревня Холл обслуживали нужды местных крестьян. Среди поселенцев были известные фермерские фамилии Ролф, Шумак, Гиллеспи, Гриббл. Эти поселенцы основали пшеничные и овцеводческие хозяйства Витангара, Голд Крик, Вэллей, Хорс Парк и Ти Гарденс. Основная часть местной продукции поставлялась рабочим золотых приисков, расположенных в Брэйдвуде и Мэйджорс Крик.

## Транспорт
Основным видом транспорта в округе являются частные автомобили. Несмотря на ведущиеся дискуссии о преимуществах общественного транспорта, особенно лёгкого рельсового, основой идеологии развития округа является опора на частный персональный транспорт и обширную дорожную сеть. Округ обслуживается общественными автобусами.

### Общественный транспорт
Автобусы ACTION, осуществляющие транспортное обслуживание Канберры, являются единственной формой регулярного общественного транспорта. Маршруты из различных районов обычно проходят через центральную пересадочную станцию в Таун центре Гангалин на улице Хибберсон, откуда продолжаются до Сити или других Таун центров на юге Канберры. Имеются экспресс-маршруты до Таггеранонга.

### Частный транспорт
Основными дорогами, связывающими округ с Северной Канберрой и городским центром являются авеню Нортборн через шоссе Бартон Хайвэй, шоссе Хорс Парк Драйв и Флемингтон Роад. Шоссе Гундару Драйв и Уильям Слим Драйв связывают округ с Белконненом. После продления шоссе Гангалин Драйв в 2008 году жители округа получили возможность доехать до южных округов Канберры в объезд городского центра по шоссе Гангалин Драйв, Уильям Ховелл Драйв и Таггеранонг Парквэй. Несмотря на то, что сеть дорог к настоящему времени считается завершённой, в часы пик наблюдаются затруднения движения на ряде магистралей.
В течение нескольких следующих лет планируется реализовать ряд проектов по улучшению дорожной сети Гангалина:
- строительство второй полосы на оставшихся однополосных участках шоссе Гангалин Драйв
- строительство второй полосы на шоссе Флемингтон Роад между авеню Нортборн и Таун центром Гангалин
- продление шоссе Кларри Хермес Драйв от его западного конца до автострады Бартон
- достройка оставшихся участков шоссе Хорс Парк Драйв, связывающего северную часть Гангалина с Федеральной автострадой, аэропортом Канберры и районами за ним

## Общественные организации и спортивные клубы
Общественный совет Гангалин является основной общественной представительной организацией в округе. В Гангалине имеются следующие спортивные команды: Гангалин Иглз (регби-15), Гангалин Буллз (регбилиг) и Гангалин Джетс (австралийский футбол).

## Образование
В Гангалине имеются следующие школы: школа Голд Крик, начальная школа Холи Спирит, начальная школа Гуд Шепхерд, начальная школа Палмерстон, школа Амару, англиканская школа Бургманн, начальная школа Нгуннавал, школа Харрисон.

## Районы Гангалина
- Амару
- Форд
- Гангалин
- Харрисон
- Нгуннавал
- Ничоллс
- Палмерстон
- Боннер *
- Кейси *
- Крейс *
- Франклин *
- Джака *
- Кинлисайд *
- Кенни *
- Митчелл *
- Монкрифф *
- Тейлор *
- Тросби *

Звёздочкой помечены строящиеся или планируемые районы.